# Triple Alianza (1882)

Triple Alianza en 1914, en azul Alemania, en rojo Austria-Hungría, y en verde Italia.

Alianzas militares europeas en 1914. Los aliados de la Triple Entente en verde y las Potencias Centrales de la Triple Alianza en verde oliva.

La Triple Alianza fue una alianza entre Alemania, Italia y el Imperio austrohúngaro, el nombre que recibió la coalición inicialmente integrada por el Imperio alemán y el Imperio austrohúngaro por iniciativa del Canciller Otto von Bismarck y creada en 1882, a la que posteriormente se uniría Italia. No se debe confundir con las Potencias centrales que serían los tres imperios de Europa: alemán, austrohúngaro y otomano.

## Fundamento y creación
Por un lado, el canciller alemán Otto Von Bismarck impulsó la "Triple Alianza" pues consideraba su principal objetivo diplomático mantener el aislamiento político y militar de Francia, para lo cual era preciso una alianza defensiva con Austria-Hungría pero también con Italia para que así Francia tuviera un potencial enemigo en su costa mediterránea; por otro lado, Italia pensaba que su adhesión a la Alianza y su asociación a Alemania eran el mejor camino para acceder al rango de gran potencia europea. Además Italia estaba descontenta por la actitud francesa (y más tarde la alemana) que ponía obstáculos a sus aspiraciones coloniales en Túnez y el Cuerno de África. No obstante, existía un problema por los intereses contrapuestos sobre el dominio del Trentino entre Austria-Hungría e Italia, territorio gobernado por Austria pero con una elevada minoría étnica de italianos.
Los tres países así aliados acordaron apoyarse mutuamente, en caso de ser atacados militarmente por Francia o por Rusia, siendo que Alemania era el único aliado en tener fronteras con ambos potenciales enemigos. El tratado fue reafirmado varias veces hasta 1913, aunque la posición italiana, como se vio en los años previos a la Primera Guerra Mundial, era cada vez más incómoda pues los influyentes políticos irredentistas italianos juzgaban inaceptable una alianza de su patria con una potencia europea que ocupaba territorios reivindicados por Italia.
Los políticos y militares de Austria-Hungría conocían bien estas condiciones e inclusive prepararon planes para lanzar una "guerra preventiva" contra Italia, su supuesto aliado, con el fin de debilitarla decisivamente en sus pretensiones sobre el Trentino. La aprensión austriaca creció tras la campaña italiana contra Libia en 1912, dejando en claro la fragilidad de la Alianza.

## Fin de la Triple Alianza
Tras la Crisis de julio de 1914, Alemania honró su alianza con Austria-Hungría e intervino en la guerra como aliada suya, pero Italia declaró su neutralidad en agosto del mismo año, librando a Francia de preocupaciones militares en el Mediterráneo. Aprovechando esta neutralidad, la Triple Entente prometió a Italia entregarle varios territorios que poseía Austria-Hungría en Dalmacia, la costa adriática, y el Trentino, a través del tratado de Londres, a cambio de entrar en la guerra contra las Potencias Centrales; el afán de la Entente tenía un importante móvil en que el Imperio otomano ya se había unido a Alemania y Austria-Hungría desde octubre de 1914.
Finalmente, el Reino de Italia decidió combatir del lado de los aliados y en mayo de 1915 declaró la guerra a alemanes y austrohúngaros, rompiéndose así la Triple Alianza y pasando Italia a formar parte de la Triple Entente, quedando en el bando vencedor de la guerra en 1918. Pese a este triunfo, los pactos de 1915 no fueron respetados por los demás vencedores de la guerra en la conferencia de París, lo cual generó en Italia un elevado descontento nacionalista que promovió el ascenso del fascismo.

## Otros Aliados
- Reino de Bulgaria
- República Democrática de Azerbaiyán
- Sultanato de Darfur
- Estado de Dervish
- Emirato de Jabal Shammar

- Datos: Q153867
- Multimedia: Triple Alliance (1882) / Q153867